# Noah Bowman
Noah Bowman (Calgary, 8 de mayo de 1992) es un deportista canadiense que compite en esquí acrobático, especialista en la prueba de halfpipe.
Ganó una medalla de bronce en el Campeonato Mundial de Esquí Acrobático de 2019, en la prueba de halfpipe. Adicionalmente, consiguió dos medallas en los X Games de Invierno.
Participó en dos Juegos Olímpicos de Invierno, Sochi 2014 y Pyeongchang 2018, ocupando el quinto lugar en ambas ocasiones en su especialidad.

## Medallero internacional
| Campeonato Mundial | Campeonato Mundial         | Campeonato Mundial | Campeonato Mundial |
| Año                | Lugar                      | Medalla            | Prueba             |
| ------------------ | -------------------------- | ------------------ | ------------------ |
| 2019               | Park City (Estados Unidos) | Medalla de bronce  | Halfpipe           |

| X Games de Invierno | X Games de Invierno    | X Games de Invierno | X Games de Invierno |
| Año                 | Lugar                  | Medalla             | Prueba              |
| ------------------- | ---------------------- | ------------------- | ------------------- |
| 2012                | Aspen (Estados Unidos) | Medalla de plata    | Superpipe           |
| 2017                | Aspen (Estados Unidos) | Medalla de bronce   | Superpipe           |